# 해리 리드

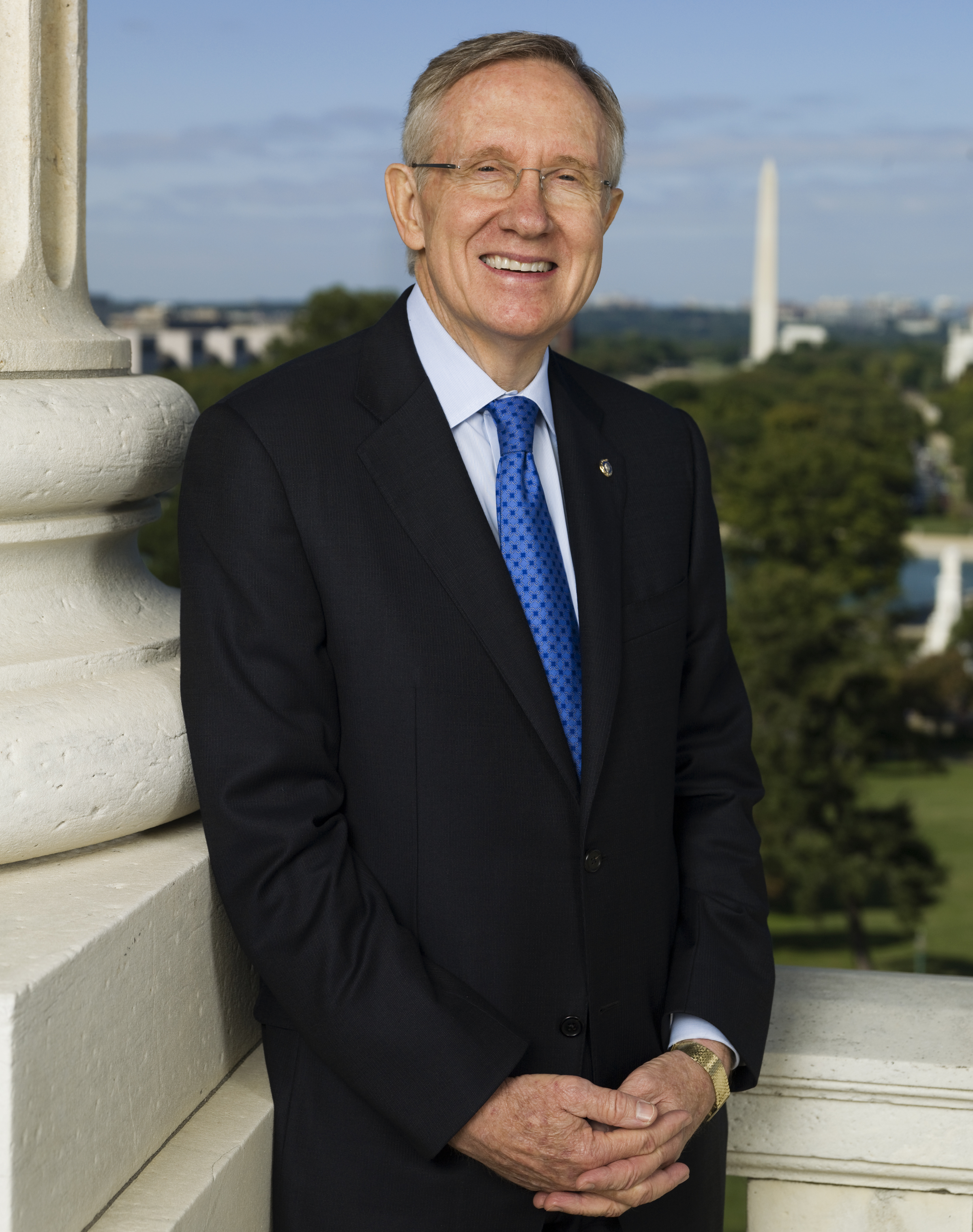
해리 리드

해리 메이슨 리드(영어: Harry Mason Reid, 1939년 12월 2일~2021년 12월 28일)는 미국의 정치인이다.
네바다주 출신이며, 예수 그리스도 후기성도 교회(몰몬교) 신자이다. 유타 주립 대학교와 조지 워싱턴 대학교 로스쿨을 졸업하였다. 네바다 주로 돌아와 헨더슨 시 법률 담당관을 거쳐 민주당 소속으로 1971년~1975년 네바다 부지사로 재직하였다. 1974년 네바다주 연방 상원의원 선거에 출마했으나 낙선했으며, 1975년 라스베이거스 시장 선거에서도 낙선하였다. 1977년~1981년 네바다 게임 위원회 위원장으로 있었고, 1982년 연방 하원의원 네바다주 제1선거구 선거에 출마, 당선되어 1983년부터 하원의원으로 재직했다. 1986년 다시 연방 상원의원 선거에 출마하여 1987년부터 연방 상원의원으로 재직중이다. 1999년~2005년 상원 민주당 원내총무였으며, 2005년부터 상원 민주당 원내대표이다. 2006년 중간 선거에서 민주당이 상원 다수당이 되면서, 그는 2007년 회기부터 상원 다수당 대표가 되었고, 2008년 대통령 선거에서 버락 오바마가 당선되면서 이후로는 집권 여당 대표로 영향력을 행사하였다.

## 역대 선거 결과
| 선거명      | 직책명                      | 대수  | 정당   | 득표율 | 득표수    | 결과 | 당락                   |
| ----------- | --------------------------- | ----- | ------ | ------ | --------- | ---- | ---------------------- |
| 1970년 선거 | 네바다 부지사               | 25대  | 민주당 | 54.83% | 78,994표  | 1위  | 네바다 부지사 당선     |
| 1974년 선거 | 상원의원 (네바다 제3부)     | 94대  | 민주당 | 46.60% | 78,981표  | 2위  | 낙선                   |
| 1975년 선거 | 라스베이거스 시장           | 18대  | 무소속 | 47.40% | 11,954표  | 2위  | 낙선                   |
| 1982년 선거 | 하원의원 (네바다 제1선거구) | 98대  | 민주당 | 57.54% | 61,901표  | 1위  | 네바다주 하원의원 당선 |
| 1984년 선거 | 하원의원 (네바다 제1선거구) | 99대  | 민주당 | 56.12% | 73,242표  | 1위  | 네바다주 하원의원 당선 |
| 1986년 선거 | 상원의원 (네바다 제3부)     | 100대 | 민주당 | 50.00% | 130,955표 | 1위  | 네바다주 상원의원 당선 |
| 1992년 선거 | 상원의원 (네바다 제3부)     | 103대 | 민주당 | 51.05% | 253,150표 | 1위  | 네바다주 상원의원 당선 |
| 1998년 선거 | 상원의원 (네바다 제3부)     | 106대 | 민주당 | 47.88% | 208,650표 | 1위  | 네바다주 상원의원 당선 |
| 2004년 선거 | 상원의원 (네바다 제3부)     | 109대 | 민주당 | 61.08% | 494,805표 | 1위  | 네바다주 상원의원 당선 |
| 2010년 선거 | 상원의원 (네바다 제3부)     | 112대 | 민주당 | 50.29% | 362,785표 | 1위  | 네바다주 상원의원 당선 |